# Morimus funereus
Morimus funereus är en skalbaggsart som beskrevs av Étienne Mulsant 1862. Morimus funereus ingår i släktet Morimus och familjen långhorningar. IUCN kategoriserar arten globalt som sårbar.
Artens utbredningsområde är Ukraina. Inga underarter finns listade i Catalogue of Life.

## Bildgalleri

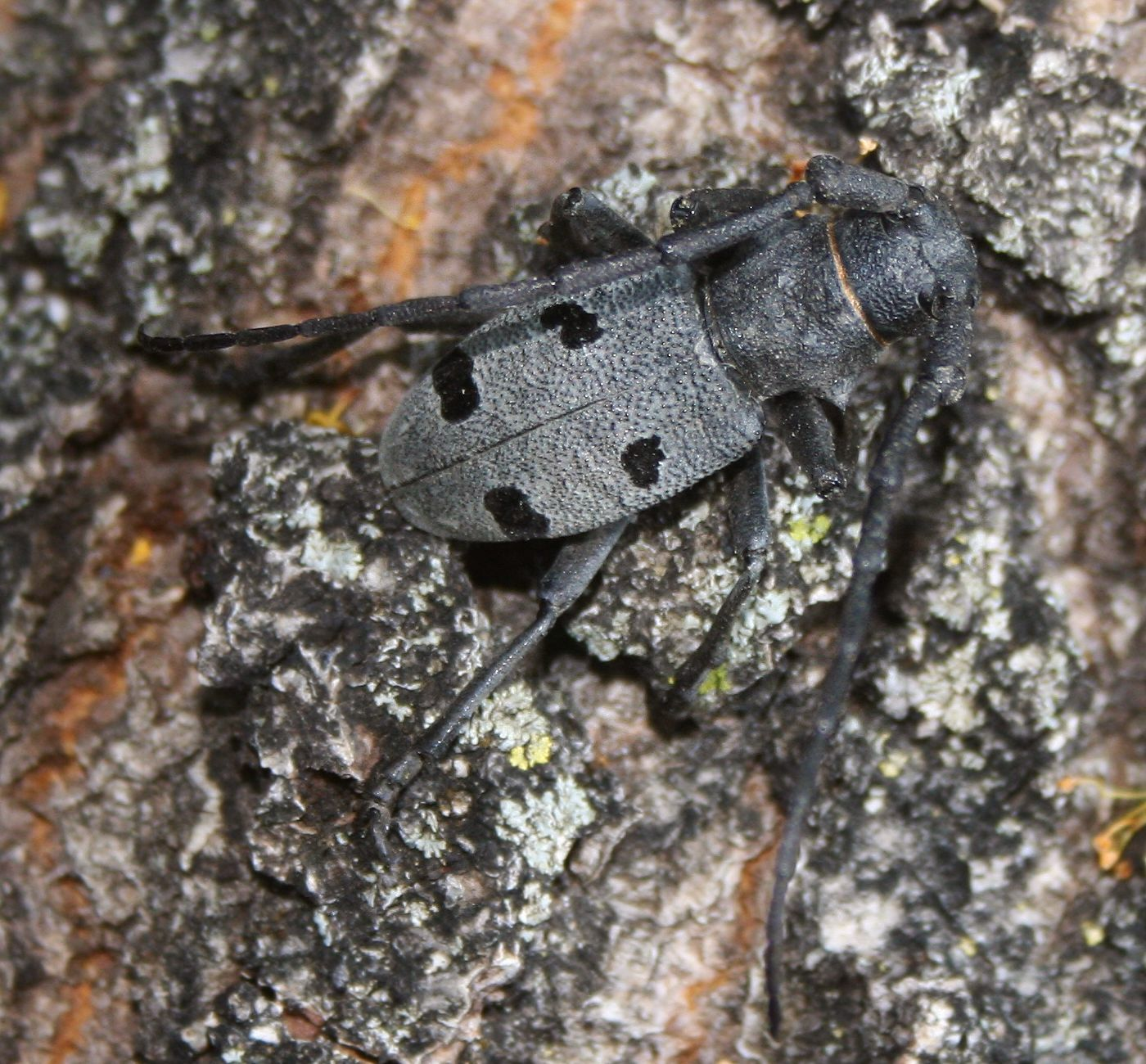
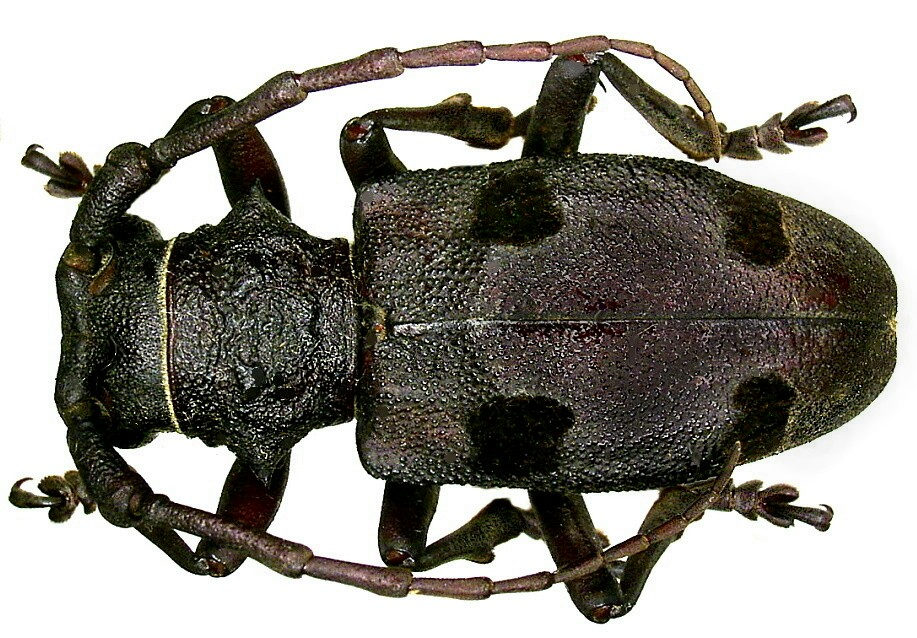
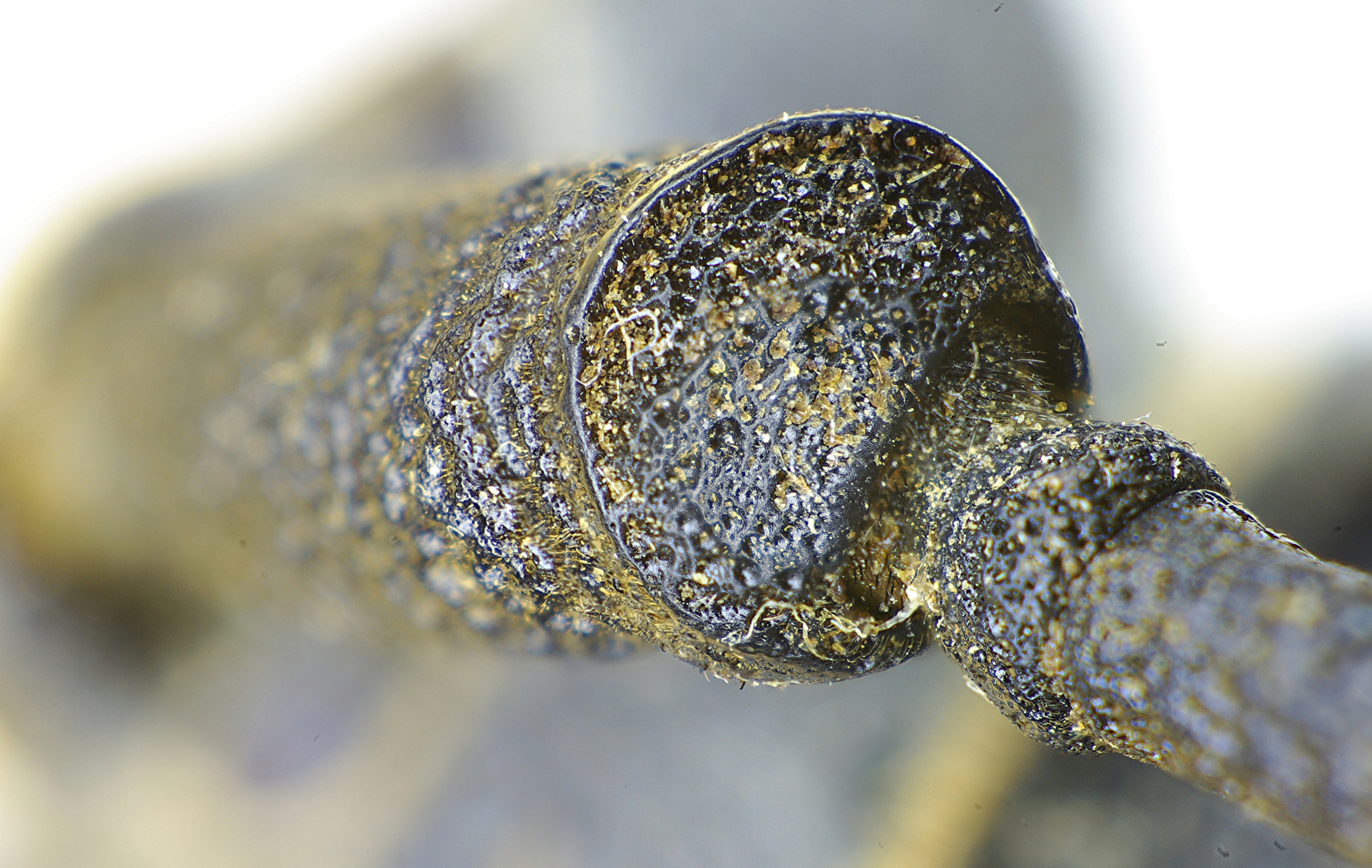
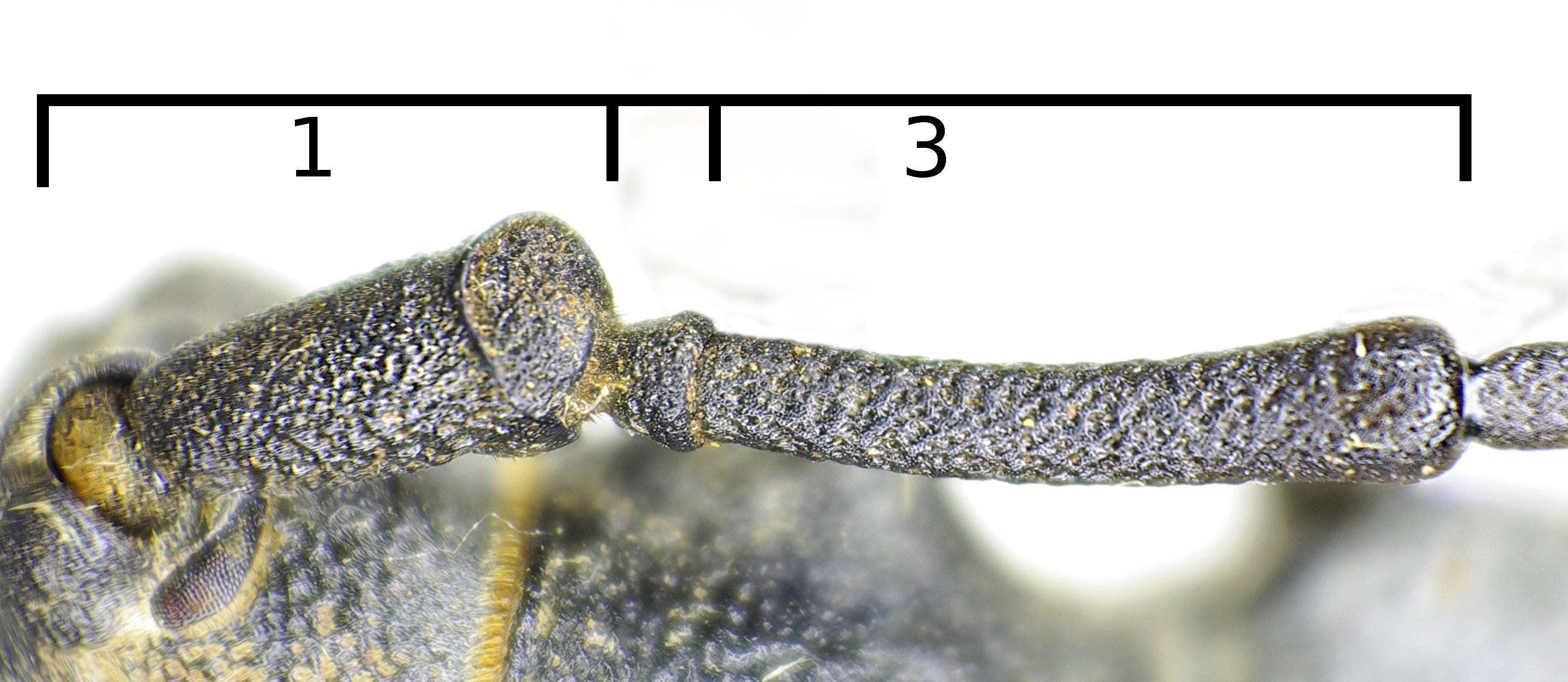
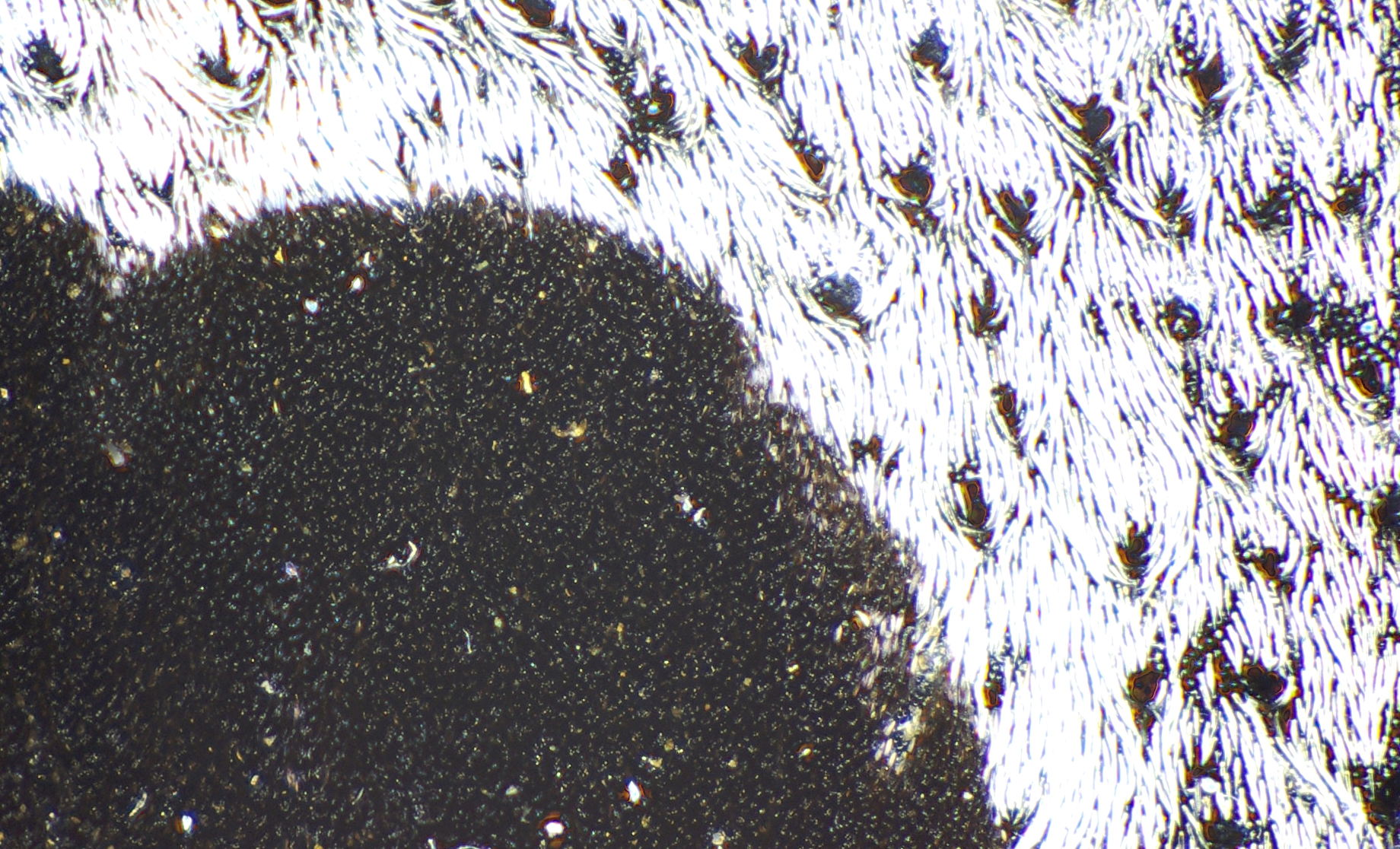
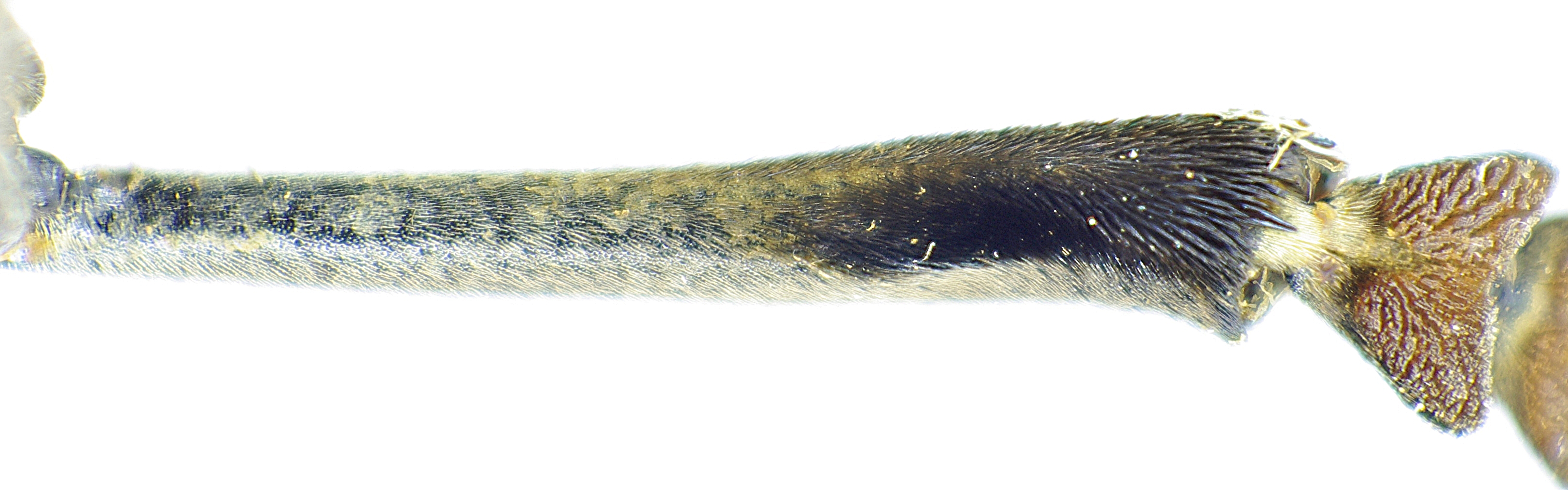